# گوئندولین کریستی
گوئندولین تِریسی فیلیپا کریستی (انگلیسی: Gwendoline Tracey Philippa Christie؛ زادهٔ ۲۸ اکتبر ۱۹۷۸) هنرپیشه و مدل اهل انگلستان است. وی بیشتر برای بازی در نقش برین تارث در مجموعهٔ بازی تاج و تخت و استورم تروپر کاپیتان فاسما در سری فیلم‌های جنگ ستارگان شناخته شده‌است. کریستی در سال ۲۰۱۹، نامزد دریافت جایزه امی بهترین بازیگر نقش مکمل زن سریال درام شد. او همچنین در مجموعه‌های ونزدی و سندمن (۲۰۲۲) ظاهر شده‌است.

## فیلم‌شناسی

### فیلم‌های سینمایی
| سال  | عنوان                            | نقش           | یادداشت |
| ---- | -------------------------------- | ------------- | ------- |
| ۲۰۰۹ | تخیلات دکتر پارناسوس             | خریدار        |         |
| ۲۰۱۳ | قضیه صفر                         | زن تاجر       |         |
| ۲۰۱۵ | بازی‌های گرسنگی: زاغ مقلد – بخش ۲ | فرمانده لایم  |         |
| ۲۰۱۵ | جنگ ستارگان: نیرو برمی‌خیزد       | کاپیتان فاسما |         |
| ۲۰۱۷ | جنگ ستارگان: آخرین جدای          | کاپیتان فاسما |         |
| ۲۰۱۸ | تاریک‌ترین ذهن‌ها                  | لیدی جین      |         |
| ۲۰۱۸ | به مارون خوش آمدید               | آنا           |         |
| ۲۰۱۹ | زندگی شخصی دیوید کاپرفیلد        | جین           |         |
| ۲۰۱۹ | دوست ما                          | ترزا          |         |
| ۲۰۲۲ | خوراک دل‌پیچه                     | جان استیونز   |         |

### مجموعه‌های تلویزیونی
| سال       | عنوان                      | نقش                 | یادداشت      |
| --------- | -------------------------- | ------------------- | ------------ |
| ۲۰۱۰      | هفت عصر بریتانیا           | اپراتور             | مجموعه کوتاه |
| ۲۰۱۲–۲۰۱۹ | بازی تاج‌وتخت               | برین تارث           | ۴۲ قسمت      |
| ۲۰۱۲–۲۰۱۳ | جادوگران در مقابل بیگانگان | لکسی                | ۲۶ قسمت      |
| ۲۰۱۷      | بالای دریاچه               | میراندا هیلمارسون   | ۸ قسمت       |
| ۲۰۱۸      | جنگ ستارگان مقاومت         | کاپیتان فاسما (صدا) | ۳ قسمت       |
| ۲۰۲۲      | تخم مرغ‌های سبز و ژامبون    | بلوز مرلین (صدا)    |              |
| ۲۰۲۲      | سندمن                      | لوسیفر              | ۲ قسمت       |
| ۲۰۲۲      | ونزدی                      | لاریسا ویمز         | نقش اصلی     |
| ۲۰۲۲      | جداسازی                    |                     |              |

### بازی‌های ویدئویی
| سال  | عنوان                              | نقش           | یادداشت |
| ---- | ---------------------------------- | ------------- | ------- |
| ۲۰۱۶ | لگو جنگ ستارگان: نیرو بیدار می شود | کاپیتان فاسما |         |
| ۲۰۱۷ | جنگ ستارگان: جبهه نبرد ۲           | کاپیتان فاسما |         |

## جوایز
| سال  | کار          | جایزه                                             | نتیجه    |
| ---- | ------------ | ------------------------------------------------- | -------- |
| ۲۰۱۳ | بازی تاج‌وتخت | جایزه انجمن بازیگران فیلم بهترین گروه بازیگری     | نامزدشده |
| ۲۰۱۴ | بازی تاج‌وتخت | جایزه انجمن بازیگران فیلم بهترین گروه بازیگری     | نامزدشده |
| ۲۰۱۵ | بازی تاج‌وتخت | جایزه انجمن بازیگران فیلم بهترین گروه بازیگری     | نامزدشده |
| ۲۰۱۷ | بازی تاج‌وتخت | جایزه انجمن بازیگران فیلم بهترین گروه بازیگری     | نامزدشده |
| ۲۰۱۹ | بازی تاج‌وتخت | جایزه انجمن بازیگران فیلم بهترین گروه بازیگری     | نامزدشده |
| ۲۰۱۹ | بازی تاج‌وتخت | جایزه ساترن بهترین بازیگر نقش مکمل                | نامزدشده |
| ۲۰۱۹ | بازی تاج‌وتخت | جایزه امی بهترین بازیگر نقش مکمل زن در سریال درام | نامزدشده |